# Puccinia pistorica
Puccinia pistorica ist eine Ständerpilzart aus der Ordnung der Rostpilze (Pucciniales). Der Pilz ist ein Endoparasit des Korbblütlers Baccharis glomeruliflora. Symptome des Befalls durch die Art sind Rostflecken und Pusteln auf den Blattoberflächen der Wirtspflanzen. Sie ist ein Endemit Floridas.

## Merkmale

### Makroskopische Merkmale
Puccinia pistorica ist mit bloßem Auge nur anhand der auf der Oberfläche des Wirtes hervortretenden Sporenlager zu erkennen. Sie wachsen in Nestern, die als gelbliche bis braune Flecken und Pusteln auf den Blattoberflächen erscheinen.

### Mikroskopische Merkmale
Das Myzel von Puccinia pistorica wächst wie bei allen Puccinia-Arten interzellulär und bildet Saugfäden, die in das Speichergewebe des Wirtes wachsen. Ihre Spermogonien und Aecien sind bislang nicht bekannt. Die blattunterseitig wachsenden Uredien des Pilzes sind groß, gelb und lange bedeckt. Ihre hellgelben Uredosporen sind 30–38 × 27–30 µm groß, breitellipsoid und stachelwarzig. Die beidseitig wachsenden Telien der Art sind schwarzbraun und bedeckt, sie besitzen goldene Paraphysen. Die klar kastanienbraunen Teliosporen sind zweizellig, schmal und in der Regel langellipsoid bis zylindrisch, tailliert und 40–53 × 13–17 µm groß. Ihre Stiele sind gelblich und bis zu 25 µm lang.

## Verbreitung
Das bekannte Verbreitungsgebiet von Puccinia pistorica umfasst lediglich Florida.

## Ökologie
Die Wirtspflanze von Puccinia pistorica ist Baccharis glomeruliflora. Der Pilz ernährt sich von den im Speichergewebe der Pflanzen vorhandenen Nährstoffen, seine Sporenlager brechen später durch die Blattoberfläche und setzen Sporen frei. Die Art durchläuft einen Entwicklungszyklus, von dem bislang nur Telien und Uredien sowie deren Wirt bekannt sind; Spermogonien und Aecien konnten ihr nicht zugewiesen werden.

## Systematik
Puccinia pistorica wurde von Arthur 1911 das erste Mal beschrieben. Sie ist bisher nur vom Typusort Mount Dora (Florida) bekannt. Ihr taxonomischer Status wird daher als fragwürdig angesehen.